# Foligno
Foligno es un comune y localidad italiana de la provincia de Perugia, en la región de Umbría. Tiene una población de 55 296 habitantes (ISTAT 2024).

## Geografía
Está ubicado sobre el río Topino en la zona en que emerge de los Apeninos y penetra en la amplia planicie de la cuenca del río Clitumnus. Se encuentra a 40 km al sureste de Perugia, 10 km al noroeste de Trevi y 6 km al sur de Spello. 

## Historia
El nombre del lugar en latín es Fulginiae, Fulginium. Fue severamente bombardeado por los Aliados durante la Segunda Guerra Mundial, lo que ha determinado su aspecto moderno, si bien se conservan unos pocos monumentos medievales. Con excepción del trazado regular de sus calles, no han perdurado hasta nuestros días otros elementos de la época del Imperio romano. Tras la guerra, la posición de la ciudad en la planicie y su importancia como centro ferroviario incentivaron su crecimiento y expansión con los problemas de tráfico y polución asociados, así como la reducción de los pantanos y zonas bajas de Umbria.

## Economía
Entre las actividades que se desarrollan en la zona se incluyen refinerías de azúcar, talleres metalúrgicos, talleres textiles, fabricación de materiales de construcción e industrias del papel y de la madera.

## Transporte
Foligno posee una estación sobre la línea de ferrocarril principal que une Roma con Ancona, y es la bifurcación hacia Perugia; lo que lo convierte en un centro ferroviario importante, alojando playas de maniobra y talleres de reparación para los trenes que circulan por la zona central de Italia. 